# Stillmore (Géorgie)
Stillmore est une ville américaine située dans le comté d'Emanuel, en Géorgie. Selon le recensement de 2020, sa population est de 439 habitants.